# Martin Stixrud
Martin Stixrud (Oslo, 9 febbraio 1876 – Oslo, 8 gennaio 1964) è stato un pattinatore artistico su ghiaccio norvegese.

## Palmarès
| Evento               | 1910 | 1911 | 1912 | 1913 | 1914 | 1915 | 1916 | 1917 | 1918 | 1919 | 1920 | 1921 | 1922 | 1923 | 1924 |
| -------------------- | ---- | ---- | ---- | ---- | ---- | ---- | ---- | ---- | ---- | ---- | ---- | ---- | ---- | ---- | ---- |
| Giochi olimpici      |      |      |      |      |      |      |      |      |      |      | 3°   |      |      |      |      |
| Campionati mondiali  |      | 6°   |      |      | 11°  |      |      |      |      |      |      |      | 4°   |      | 7°   |
| Campionati europei   | 5°   |      | 3°   | 6°   |      |      |      |      |      |      |      |      | 5°   | 2°   |      |
| Giochi nordici       |      |      |      |      |      |      |      |      |      | 1st  | 2nd  | 1st  |      |      |      |
| Campionati norvegesi |      |      |      | 1°   |      |      | 1°   | 1°   | 1°   | 1°   | 1°   | 1°   | 1°   | 1°   | 1°   |